# Felix Martin Poenichen

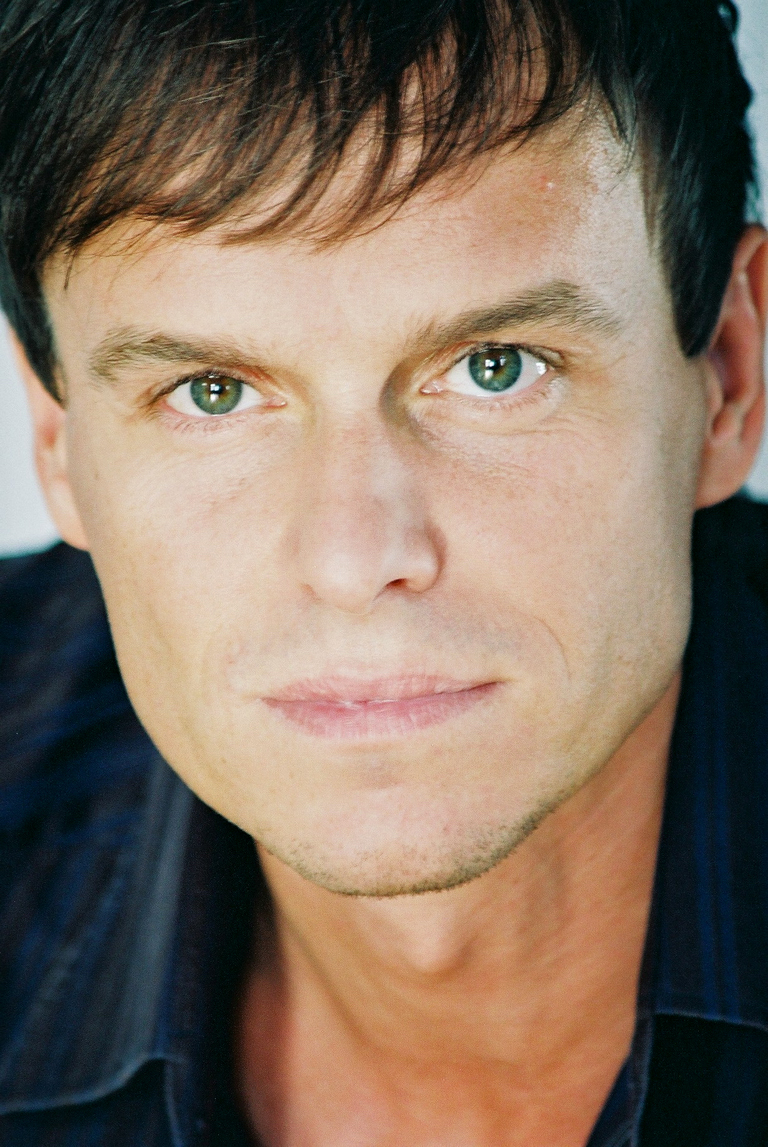
Felix Martin (2006)

Felix Martin (* 5. November 1964 in Hamburg) ist ein deutscher Schauspieler, Sänger und Musicaldarsteller.

## Leben und Wirken
Felix Martin wurde als Sohn des Schauspielers Horst Poenichen und der Schauspielerin sowie Phonetikprofessorin Ursula Gompf geboren. Im Alter von sechs Jahren wirkte er in dem Stück Der Nackte Hamlet an der Freien Volksbühne Berlin mit. Im Alter von zwölf Jahren stand er unter der Regie von Götz Friedrich als einer der drei Knaben in Mozarts Die Zauberflöte auf der Bühne der Hamburgischen Staatsoper. Am Hamburger Ernst Deutsch Theater verfolgte er regelmäßig die Probenarbeiten des Wiener Theaterregisseurs Karl Paryla. Mit 15 Jahren hospitierte er bei den Salzburger Festspielen und spielte den Pagen in Shakespeares Wie es euch gefällt an der Seite von Barbara Sukowa und Helmut Lohner in der Regie von Otto Schenk. Drei Jahre später studierte er am Wiener Max-Reinhardt-Seminar, unter anderem bei  Susi Nicoletti und Samy Molcho. Er debütierte am Wiener Burgtheater in Der Hauptmann von Köpenick und erhielt seine Gesangsausbildung unter anderem bei Michael Dixon und Kammersängerin Gisela Litz.
Nach Abschluss seiner Ausbildung spielte er in Berlin Titelpartien in Schlemihl am Theater des Westens und in Elvis – Stationen einer Karriere (wofür er den Publikumspreis „Daphne“ erhielt), sowie den Frank’n’Furter in der Rocky Horror Show an den Berliner Kammerspielen. Anschließend holte ihn Peter Weck 1988 für die deutschsprachige Originalbesetzung von Les Misérables als Marius ans Wiener Raimundtheater, bevor er ihn 1990 als Prof. Spiegelclown für die Welturaufführung von Freudiana besetzte. Am Theater an der Wien übernahm Felix Martin unter der Regie von Harry Kupfer die Rolle des Tod im Musical Elisabeth. In der Duisburger Inszenierung von Les Misérables stand er erneut als Marius auf der Bühne. In Hamburg verkörperte er 2001/2002 im Musical Mozart! den Fürsterzbischof Colloredo.
Weitere Hauptrollen übernahm Felix Martin unter anderem in Zustände wie im Alten Rom, Du bist in Ordnung Charlie Brown, Dorian Gray, sowie als Danny in Grease. Für seine Darstellung des Alex Dillingham in Andrew Lloyd Webbers Aspects of Love in der Staatsoperette Dresden wurde er mit dem „Image 98“ als bester männlicher Hauptdarsteller ausgezeichnet. Im Fernsehen sah man ihn unter anderem in den Serien Ich heirate eine Familie und Atlantis. Bei dem Wettbewerb der Hypovereinsbank „Jugend kulturell 2005“ in der Sparte Musical fungierte er als Jurymitglied.
Bis Ende Januar 2006 spielte Felix Martin in dem Musical Tanz der Vampire in Hamburg unter der Regie von Roman Polański die Hauptrolle des Grafen von Krolock in alternierender Besetzung. In derselben Rolle war er im April 2007 als Gast in der Berliner Inszenierung des Stückes am Theater des Westens zu sehen. Bis zum 30. Dezember 2007 stand er als Ebenezer Scrooge in „Vom Geist der Weihnacht“ auf der Bühne des Theaters am Marientor in Duisburg. Im April 2008 hat Felix Martin erneut die Rolle des Tod im Musical Elisabeth übernommen. In der Tourneeproduktion unter der Regie von Harry Kupfer war er bis zum 4. Januar 2009 zunächst am Berliner Theater des Westens und dann am Theater 11 in Zürich zu sehen.
Als Solist war man Felix Martin bei diversen Musical- und Gala-Konzerten zu hören, darunter Musical on Ice, Sommernacht des Musicals, Elisabeth – The 10th Anniversary Concert im Wiener Konzerthaus und Best of Musical 2004 in der Kölnarena. Im Juni 2008 präsentierte er in Celle erstmals die Open-Air-Gala Felix Martin & Friends – Musical Highlights mit Isabel Dörfler, Kristin Hölck und Thomas Borchert. Das Konzert wurde im Rahmen des DaCapo Musical-Award 2008 mit dem 1. Platz in der Kategorie „Beste Show“ ausgezeichnet.
Neben seinen Bühnen-Engagements entwickelt und präsentiert Felix Martin seit 2005 eigene Solokonzerte, am Flügel begleitet von der Pianistin Marina Komissartchik. Aus dem Soloprogramm Musicals & More entstand seine erste Live-CD Felix Martin LIVE mit Highlights aus dem Programm. Die CD hielt sich mehrere Monate auf Platz 1 der deutschen Musicalcharts (musicals 02+04/2007).
Im Jahr 2006 erweiterte Felix Martin sein Repertoire um das Weihnachtsprogramm Schöne Bescherung, 2007 hatte sein Soloabend Felix Martin livehaftig! Premiere. 2008 präsentierte er im Schloss Borbeck in Essen das Programm pur & unplugged. Sein Projekt mit dem Titel Best of Felix Martin stellte er der Öffentlichkeit erstmals 2008 im Kölner Senftöpfchen vor.

## Engagements Theater/Musical (Auswahl)
Quelle:
- Cats (Gus/Bustopher Jones) – Ronacher Wien. Regie: Sir Trevor Nunn
- Disneys Der Glöckner von Notre Dame (Erzdiakon Frollo) – Apollo Theater Stuttgart. Regie: Scott Schwartz
- Disneys Der Glöckner von Notre Dame (Erzdiakon Frollo) – Theater des Westens Berlin und Deutsches Theater München. Regie: Scott Schwartz
- Next to Normal (Dan Goodman) – Staatsoperette Dresden. Regie: Titus Hoffmann
- Next to Normal (Dan Goodman) – Stadttheater Fürth. Regie: Titus Hoffmann
- Evita (Juan Perón) – Ronacher Theater, Wien. Regie: Vincent Paterson
- Next to Normal (Dan Goodman) – Museumsquartier HALLE E, Wien. Regie: Titus Hoffmann
- Fast Normal – Next To Normal (Dr. Madden/Dr. Fine) – Renaissance-Theater, Berlin. Regie: Torsten Fischer
- Vom Geist der Weihnacht (Scrooge) – Arenatour. Regie: Matthias Kitter
- Der Vetter aus Dingsda (Erster Fremder) – Wanderoper Brandenburg. Regie: Arnold Schrem
- Im weißen Rössl (Leopold) – Freilichtspiele Schwäbisch Hall. Regie: Christoph Biermeier
- Ein Käfig voller Narren (Albin/Zaza) – Theater Lüneburg, Lüneburg. Regie: Klaus Seiffert
- Ein Sommernachtstraum (Puck) – Gartentheater Herrenhausen, Hannover. Regie: Christian von Götz
- Elisabeth (Tod) – Theater des Westens, Berlin / Theater 11, Zürich. Regie: Harry Kupfer
- Vom Geist der Weihnacht (Scrooge) – Theater am Marientor, Duisburg. Regie: Craig Simmons
- Tanz der Vampire (Graf von Krolock / als Gast) – Theater des Westens, Berlin. Regie: Roman Polański
- Tanz der Vampire (Graf von Krolock / alternierend) – Neue Flora, Hamburg. Regie: Roman Polański
- Mozart! (Fürsterzbischof Colloredo) – Neue Flora, Hamburg. Regie: Harry Kupfer
- Du bist in Ordnung Charlie Brown (Snoopy) – Häbse Theater, Basel. Regie: Andreas Gergen, Christian Struppeck
- Du bist in Ordnung Charlie Brown (Snoopy) – Kleines Theater Berlin. Regie: Andreas Gergen, Christian Struppeck
- Die Schöne und das Biest (Biest) – Musicaldome, Köln. Regie: Matthias Davids
- Aspects of Love (Alex Dillingham) – Staatsoperette Dresden. Regie: Herbert Olschok
- Elisabeth (Tod) – Theater an der Wien. Regie: Harry Kupfer
- Zustände wie im Alten Rom (Hero) – Theater des Westens, Berlin. Regie: Helmut Baumann
- Les Misérables (Marius) – Theater am Marientor, Duisburg. Regie: Ken Caswell
- The Rocky Horror Show (Frank’n’Furter) – Berliner Kammerspiele. Regie: Anna Vaughan
- Elvis (Elvis) – Berliner Kammerspiele. Regie: Anna Vaughan
- Grease (Danny) – Häbse Theater, Basel. Regie: Stefan Huber
- Das Bildnis des Dorian Gray (Dorian Gray) – Theater Heilbronn. Regie: Helge Grau
- Freudiana (Prof. Spiegelclown) – Theater an der Wien. Regie: Peter Weck
- Les Misérables (Marius) – Raimundtheater, Wien. Regie: Gale Edwards
- Schlemihl (Peter Schlemihl) – Theater des Westens, Berlin. Regie: Winfried Bauernfeind
- Elvis – Stationen einer Karriere (Elvis) – Berliner Kammerspiele. Regie: Anna Vaughan
- Snoopy (Snoopy) – K&K Theater, Wien. Regie: Anna Vaughan
- Der Hauptmann von Köpenick (Louis Gebweiler) – Burgtheater, Wien. Regie: Michael Kehlmann

## Konzerte und Soloprogramme (Auswahl)
Quelle 
- Best of Musical – Kölnarena, 2004
- Musicals & More – Soloprogramm (Premiere 2005)
- Schöne Bescherung – Solo-Weihnachtsprogramm (Premiere 2006)
- Felix Martin livehaftig! – Soloprogramm (Premiere 2007)
- Felix Martin & Friends – Musical Highlights, Open-Air-Konzert (Premiere 2008)
- Felix Martin pur & unplugged – Soloprogramm (Premiere 2008)
- Best of Felix Martin – Soloprogramm (Premiere 2008)
- Sternstunden des Musicals mit dem Philharmonischen Orchester Vorpommern, 2015
- Gala Hommage an Harald Juhnke, Wintergarten Berlin und Übertragung auf 3SAT, 2015
- Jubiläumsgala 50 Jahre Berliner Theaterclub, Deutsche Oper Berlin, 2017

## Filmografie
- 1986: Ich heirate eine Familie (Fernsehserie, 2 Episoden)
- 1988: Atlantis darf nicht untergehen (Fernsehserie)
- 1989: Lukas und Sohn
- 1989: Roda Roda (Fernsehserie, Folge 12)
- 1990: Wie gut, daß es Maria gibt
- 1993–95: Sylter Geschichten

## Auszeichnungen
- 1987: Publikumspreis „Daphne“ der Theatergemeinde Berlin für die Darstellung des Elvis in der gleichnamigen Produktion
- 1998: IMAGE 98 (International Musical Award Germany) als bester männlicher Hauptdarsteller für die Rolle des Alex in Aspects of Love
- 2004: Platz 2 beliebtester Musicaldarsteller im deutschsprachigen Raum für die Rolle des Grafen von Krolock in Tanz der Vampire (Leserwahl Fachzeitschrift musicals)
- 2006: Platz 2 beliebtester Musicaldarsteller im deutschsprachigen Raum für die Rolle des Grafen von Krolock in Tanz der Vampire (Leserwahl Fachzeitschrift musicals)
- 2008: Platz 1 „Schönste männliche Stimme“ & Platz 1 „Beste Show“ (Felix Martin & Friends), sowie Platz 2 „Bester Darsteller“ (DaCapo Musical Award-Leserwahl)
- 2008: Platz 2 beliebtester Musicaldarsteller im deutschsprachigen Raum für die Rolle  des Todes in Elisabeth (Leserwahl Fachzeitschrift musicals)
- 2009: Platz 1 „Schönste männliche Stimme“ & Platz 1 „Beste männliche Hauptrolle im Long Run“ für die Rolle  des Todes in Elisabeth (DaCapo Musical Award-Leserwahl)

## Diskografie

### Solo
- 2001: Musical Changes, Solo-CD
- 2003: Walking on the sun, Solo-CD single
- 2005: Die unstillbare Gier, Solo-CD single
- 2006: Felix Martin LIVE, Solo-CD
- 2008: Der letzte Tanz, Solo-CD single

### Cast / Sampler
- 1989: Les Misérables (Deutsche Originalaufnahme aus Wien), Cast-Album
- 1990: Freudiana (Deutsche Originalaufnahme aus Wien), Cast-Album
- 1996: Les Misérables (Die Höhepunkte der Duisburger Aufführung), Cast-Album
- 1997: Toys, Konzeptalbum
- 2000: Midnight Musical, Sampler
- 2002: Elisabeth – 10th Anniversary Concert, Original Wien Concert Cast-Album
- 2003: Dorian Gray, limitierte Demo-CD mit Studioaufnahmen zum gleichnamigen Musical
- 2004: Weird and Wonderful – The songs of Alexander S. Bermange, Sampler
- 2005: Musical On Ice: Tarda, Cast-Album zur Musical-Eisrevue in Dinslaken
- 2005: Musical Stars – Volume 1, Sampler
- 2006: Musical Stars – Volume 2, Sampler
- 2009: Musical Emotions, Sampler
- 2017: Der Glöckner von Notre Dame, Musical – Live aus dem Theater des Westens
- 2021: Cats, Musical – Live aus dem Wiener Ronacher (Gesamtaufnahme)

## Filmografie
- 2003: Ich heirate eine Familie (Rolle des Duffy)